# CTI Records
CTI Records (Creed Taylor Incorporated) är ett skivbolag som startades 1967 av producenten Creed Taylor. Första skivutgivningen var Wes Montgomerys A Day In The Life från 1967. Den senaste skivutgivningen, av CTI Jazz All-Star Band, var en liveupptagning från 2009 års jazzfestival i Montreux i Schweiz, och släpptes i november 2010 (endast i Japan) på CD, DVD och Blu-ray. Till en början var CTI ett dotterbolag till A&M Records, men bröt sig loss 1970. Bland de musiker som gavs ut på labeln återfinns George Benson, Bob James, Walter Wanderley, Freddie Hubbard, Hubert Laws, Stanley Turrentine, Ron Carter, Antonio Carlos Jobim och Deodato.
Kudu Records, CTI:s systerlabel, startades 1971 med inriktning på soul jazz och gav ut skivor med bland andra Grover Washington Jr., Esther Phillips, Hank Crawford, Johnny Hammond, Grant Green, Joe Beck, Lonnie Smith och Idris Muhammad.
Salvation Records, som var en dotterlabel till CTI, hann släppa tio album under sin tioåriga existens, med bland annat musik av Roland Hanna, Johnny Hammond, Gábor Szabó, Airto, New York Jazz Quartet och, under 1990-talet, Faith Howard.
Greenestreet (skivor av bland andra Jack Wilkins, Claudio Roditi, Les McCann) och Three Brothers Records (skivor av bland andra Cassandra Morgan, The Clams, Lou Christie och Duke Jones) var också kortlivade labels knutna till CTI.

## Historik
Inledningsvis skrev Don Sebesky de flesta av musikarrangemangen för CTI och dess syster- och dotterlabels, men småningom tillkom även Bob James samt David Matthews i mitten av 1970-talet. På inspelningarna medverkade några av de främsta jazzmusikerna, som exempelvis basisten Ron Carter, gitarristen Eric Gale, keyboardisterna Herbie Hancock, Bob James och Richard Tee, och trummisarna Billy Cobham, Jack DeJohnette, Steve Gadd, Idris Muhammad och Harvey Mason. Creed Taylor spelade in de flesta produktioner i Van Gelder Studios i Englewood Cliffs i New Jersey, med Rudy Van Gelder som tekniker på nära nog alla inspelningar.
CTI:s utgivning rönte både kommersiella som konstnärliga framgångar och blev under sin tid en av de viktigaste skivbolagen i jazzgenren. CTI:s bäst säljande album var Deodatos Prelude, som gick upp som nummer tre på den amerikanska Billboard Top 40-listan 1973 – en smått osannolik prestation av en skiva från en jazzlabel. Singeln, "Also Sprach Zarathustra (2001)", placerade sig som nummer två på amerikanska Billboard Hot 100-listan och på nummer sju i Storbritannien.
Bland andra framgångsrika album kan nämnas Mister Magic och Feels So Good av Grover Washington Jr., What A Diff'rence A Day Makes av Esther Phillips och BJ4 av Bob James.
Creed Taylor hade tidigare startat Impulse Records samt jobbat för Verve Records där han hade skapat sig ett namn som en av de främsta musikproducenterna inom jazzen. Hans karaktäristiskt varma produktioner hjälpte till att göra smooth jazz-genren till en kommersiell framgång. CTI gjorde sig även känt för sina slående skivomslag, de flesta av dem med bilder av fotografen Pete Turner.
1978 sattes bolaget i konkurs (enligt Chapter 11). Trots detta har en stor del av katalogen fortsatt vara tillgänglig (1979 startade Creed Taylor 8000-serien med fokus på återutgivningar) och labeln var aktiv fram till 1984, och släppte nyinspelade album med bland andra Jim Hall, Urszula Dudziak, Roland Hanna och all-starbandet Fuse One – alla inspelade i Van Gelder Studios in New Jersey.
1989 rekonstruerade Creed Taylor bolaget och återupptog samarbetena med ljudteknikern Rudy Van Gelder och fotografen Pete Turner i samband med inspelningen av Rhythmstick i juni 1989 (ett ambitiöst projekt som släpptes på vinyl, CD, VHS och Laserdisc 1990). En mängd unga musiker kontrakterades till bolaget, bland andra Charles Fambrough, Jim Beard, Ted Rosenthal, Bill O'Connell, Donald Harrison, Steve Laury och Jürgen Friedrich samt den mer meriterade gitarristen Larry Coryell som tillsammans med arrangören Don Sebesky spelade in albumet Fallen Angel. Skivan gick upp på plats 18 på den amerikanska Billboard Top Contemporary Jazz Albums-listan 1993 och var en stor försäljningsframgång.
CTI:s backkatalog från perioden efter A&M Records (1970–1979) ägs i dag av Sony Music Entertainment och distribueras av Masterworks Jazz i USA, medan King Records har ensamrätten för distributionen i Japan. Grover Washington Jr.'s album på Kudu-labeln har blivit återutgivna av Motown på deras MoJazz-märke, men är nu en del av Universal Music Groups label Universal Classics & Jazz. Bob James fyra CTI-album ägs numera av honom själv. Även bandet Seawind äger de album de gav ut på CTI.
Backkatalogen från perioden då CTI var ett dotterbolag till A&M Records distribueras i dag av Verve Records (en del av Universal Music Group) – samma label som Creed Taylor jobbat för under 1960-talet.
2009 producerade Creed Taylor en återutgivningsserie om 20 CTI-titlar, mastrade av Rudy Van Gelder, för utgivning på SHM-CD i Japan. Utgåvorna hade nya albumtexter av jazzskribenterna Ira Gitler, Arnaldo DeSouteiro och Doug Payne. Ännu en återutgivningsserie kom ut i december 2009, även den distribuerad i Japan av King Records, innehållande 40 titlar som släpptes på Blu-Spec CD.

## Diskografi

### 3000-serien
Albumen som ingår i CTI:s 3000-serie producerades av Creed Taylor mellan 1967 och 1970 och gavs ut under A&M-labeln. Skivorna var märkta med en liten CTI-logotyp och ett "produced by Creed Taylor" på omslagets framsida.
| Katalognummer | Artist                        | Titel                                          |
| ------------- | ----------------------------- | ---------------------------------------------- |
| SP 3000       | Blandade artister             | Audio Master Plus Series Sampler Volume 1      |
| SP 3001       | Wes Montgomery                | A Day in the Life                              |
| SP 3002       | Antonio Carlos Jobim          | Wave                                           |
| SP 3003       | Herbie Mann                   | Glory of Love                                  |
| SP 3004       | Tamba 4                       | We and the Sea                                 |
| SP 3005       | Nat Adderley                  | You, Baby                                      |
| SP 3006       | Wes Montgomery                | Down Here on the Ground                        |
| SP 3007       | Artie Butler                  | Have You Met Miss Jones?                       |
| SP 3008       | Kai Winding and J. J. Johnson | Israel                                         |
| SP 3009       | Soul Flutes                   | Trust in Me                                    |
| SP 3010       | Richard Barbary               | Soul Machine                                   |
| SP 3011       | Tamiko Jones                  | I’ll Be Anything for You                       |
| SP 3012       | Wes Montgomery                | Road Song                                      |
| SP 3013       | Tamba 4                       | Samba Blim                                     |
| SP 3014       | George Benson                 | Shape of Things to Come                        |
| SP 3015       | Paul Desmond                  | Summertime                                     |
| SP 3016       | Kai Winding and J. J. Johnson | Betwixt & Between                              |
| SP 3017       | Nat Adderley                  | Calling Out Loud                               |
| SP 3018       | Walter Wanderley              | When It Was Done                               |
| SP 3019       | Milton Nascimento             | Courage                                        |
| SP 3020       | George Benson                 | Tell It Like It Is                             |
| SP 6-3021     | Blandade artister             | Audio Master Plus Series Audio Sampler, Vol. 2 |
| SP 3022       | Walter Wanderley              | Moondreams                                     |
| SP 3023       | Quincy Jones                  | Walking in Space                               |
| SP 3024       | Paul Desmond                  | From the Hot Afternoon                         |
| SP 3025       | George Benson                 | I Got a Woman and Some Blues                   |
| SP 3026       | Hubert Laws                   | Outgiven                                       |
| SP 3027       | Kai Winding & J. J. Johnson   | Stonebone (endast utgiven i Japan)             |
| SP 3028       | George Benson                 | The Other Side of Abbey Road                   |
| SP 3030       | Quincy Jones                  | Gula Matari                                    |
| SP 3031       | Antonio Carlos Jobim          | Tide                                           |
| SP 3032       | Paul Desmond                  | Bridge Over Troubled Water                     |

### 1000-serien
1970 lösgjorde Creed Taylor CTI från A&M och bolaget blev självständigt. De fem första utgivningarna blev 1000-serien och har gröna skivetiketter. 1000-serien bestod av album med musiker som verkade utanför jazzgenren.
| Katalognummer | Artist         | Title         |
| ------------- | -------------- | ------------- |
| CTI 1001      | Kathy McCord   | Kathy McCord  |
| CTI 1002      | Hubert Laws    | Crying Song   |
| CTI 1003      | Flow           | Flow          |
| CTI 1004      | Dave Frishberg | Oklahoma Toad |
| CTI 1005      | Fats Theus     | Black Out     |

### 6000-serien
Albumen i 6000-serien gavs ut mellan 1970 och 1976 och har orangea skvietiketter med röd CTI-logotyp och svart text. Kvadrafoniska utgåvor hade röda skivetiketter. Senare utgåvor i 6000-serien distribuerades av Motown och katalognumren fick suffixet S1.
| Katalognummer | Artist                                            | Titel                                                    |
| ------------- | ------------------------------------------------- | -------------------------------------------------------- |
| CTI 6000      | Hubert Laws                                       | Crying Song (Återutgåva av CTI 1002)                     |
| CTI 6001      | Freddie Hubbard                                   | Red Clay                                                 |
| CTI 6002      | Antonio Carlos Jobim                              | Stone Flower                                             |
| CTI 6003      | Joe Farrell                                       | Joe Farrell Quartet                                      |
| CTI 6004      | Bill Evans                                        | Montreux II                                              |
| CTI 6005      | Stanley Turrentine                                | Sugar                                                    |
| CTI 6006      | Hubert Laws                                       | Afro-Classic                                             |
| CTI 6007      | Freddie Hubbard                                   | Straight Life                                            |
| CTI 6008      | Astrud Gilberto                                   | Gilberto with Turrentine                                 |
| CTI 6009      | George Benson                                     | Beyond the Blue Horizon                                  |
| CTI 6010      | Stanley Turrentine                                | Salt Song                                                |
| CTI 6011      | Kenny Burrell                                     | God Bless the Child                                      |
| CTI 6012      | Hubert Laws                                       | The Rite of Spring                                       |
| CTI 6013      | Freddie Hubbard                                   | First Light                                              |
| CTI 6014      | Joe Farrell                                       | Outback                                                  |
| CTI 6015      | George Benson                                     | White Rabbit                                             |
| CTI 6016      | Randy Weston                                      | Blue Moses                                               |
| CTI 6017      | Stanley Turrentine with Milt Jackson              | Cherry                                                   |
| CTI 6018      | Freddie Hubbard                                   | Sky Dive                                                 |
| CTI 6019      | Jackie and Roy                                    | Time & Love                                              |
| CTI 6020      | Airto                                             | Free                                                     |
| CTI 6021      | Deodato                                           | Prelude                                                  |
| CTI 6022      | Hubert Laws                                       | Morning Star                                             |
| CTI 6023      | Joe Farrell                                       | Moon Germs                                               |
| CTI 6024      | Milt Jackson                                      | Sunflower                                                |
| CTI 6025      | Hubert Laws                                       | Carnegie Hall                                            |
| CTI 6026      | Gábor Szabó                                       | Mizrab                                                   |
| CTI 6027      | Ron Carter                                        | Blues Farm                                               |
| CTI 6028      | Airto                                             | Fingers                                                  |
| CTI 6029      | Deodato                                           | Deodato 2                                                |
| CTI 6030      | Stanley Turrentine                                | Don't Mess with Mister T.                                |
| CTI 6031/32   | Don Sebesky                                       | Giant Box                                                |
| CTI 6033      | George Benson                                     | Body Talk                                                |
| CTI 6034      | Joe Farrell                                       | Penny Arcade                                             |
| CTI 6035      | Gábor Szabó                                       | Rambler                                                  |
| CTI 6036      | Freddie Hubbard                                   | Keep Your Soul Together                                  |
| CTI 6037      | Ron Carter                                        | All Blues                                                |
| CTI 6038      | Milt Jackson with Hubert Laws                     | Goodbye                                                  |
| CTI 6039      | Paul Desmond featuring Gábor Szabó                | Skylark                                                  |
| CTI 6040      | Jackie Cain & Roy Kral                            | A Wilder Alias                                           |
| CTI 6041      | Deodato/Airto                                     | In Concert                                               |
| CTI 3+3       | Hubert Laws                                       | In the Beginning                                         |
| CTI 6042S1    | Joe Farrell                                       | Upon This Rock                                           |
| CTI 6043S1    | Bob James                                         | One                                                      |
| CTI 6044S1    | Freddie Hubbard/Stanley Turrentine                | Freddie Hubbard/Stanley Turrentine in Concert Volume One |
| CTI 6045S1    | George Benson                                     | Bad Benson                                               |
| CTI 6046S1    | Milt Jackson                                      | Olinga                                                   |
| CTI 6047S1    | Freddie Hubbard                                   | The Baddest Hubbard                                      |
| CTI 6048S1    | Stanley Turrentine                                | The Baddest Turrentine                                   |
| CTI 6049S1    | Herbie Hancock/Freddie Hubbard/Stanley Turrentine | In Concert Volume Two                                    |
| CTI 6050S1    | Chet Baker                                        | She Was Too Good to Me                                   |
| CTI 6051S1    | Ron Carter                                        | Spanish Blue                                             |
| CTI 6052S1    | Stanley Turrentine                                | The Sugar Man                                            |
| CTI 6053S1    | Joe Farrell                                       | Canned Funk                                              |
| CTI 6054S1    | Gerry Mulligan / Chet Baker                       | Carnegie Hall Concert Volume 1                           |
| CTI 6055S1    | Gerry Mulligan / Chet Baker                       | Carnegie Hall Concert Volume 2                           |
| CTI 6056S1    | Freddie Hubbard                                   | Polar AC                                                 |
| CTI 6057S1    | Bob James                                         | Two                                                      |
| CTI 6058S1    | Hubert Laws                                       | The Chicago Theme                                        |
| CTI 6059S1    | Paul Desmond                                      | Pure Desmond                                             |
| CTI 6060S1    | Jim Hall                                          | Concierto                                                |
| CTI 6061S1    | Don Sebesky                                       | The Rape of El Morro                                     |
| CTI 6062      | George Benson                                     | Good King Bad                                            |
| CTI 6063      | Bob James                                         | Three                                                    |
| CTI 6064      | Ron Carter                                        | Yellow & Green                                           |
| CTI 6065      | Hubert Laws                                       | Then There Was Light: In the Beginning Vol. 1            |
| CTI 6066      | Hubert Laws                                       | Then There Was Light: In the Beginning Vol. 2            |
| CTI 6067      | Joe Farrell                                       | Song of the Wind (återutgåva av CTI 6003)                |
| CTI 6068      | Allan Holdsworth                                  | Velvet Darkness                                          |
| CTI 6069      | George Benson and Joe Farrell                     | Benson & Farrell                                         |
| CTI 6072S1    | George Benson                                     | In Concert-Carnegie Hall                                 |

### 5000-serien
5000-serien lanserades 1975 och består av åtta skivor med populärmusik. Endast ett fåtal av dessa skivor producerades av Creed Taylor själv, istället plockades andra producenter – Harvey Mason (som producerade Seawinds skivor), David Grusin och Larry Rosen (som producerade Patti Austins andra album Havana Candy). På de första utgåvorna finns ett litet "PS" (som står för "Pop Series") med i den välbekanta CTI-logotypen.
| Katalognummer | Artist         | Titel              |
| ------------- | -------------- | ------------------ |
| CTI 5000      | Lalo Schifrin  | Black Widow        |
| CTI 5001      | Patti Austin   | End of a Rainbow   |
| CTI 5002      | Seawind        | Seawind            |
| CTI 5003      | Lalo Schifrin  | Towering Toccata   |
| CTI 5004      | John Blair     | We Belong Together |
| CTI 5005      | David Matthews | Dune               |
| CTI 5006      | Patti Austin   | Havana Candy       |
| CTI 5007      | Seawind        | Window of a Child  |

### 7000-serien
7000-serien fortsatte med nummersekvensen från 6000-serien efter att distributionsavtalet med Motown hade upphört.
| Katalognummer | Artist                                                              | Titel                                              |
| ------------- | ------------------------------------------------------------------- | -------------------------------------------------- |
| CTI 7070      | Urbie Green                                                         | The Fox                                            |
| CTI 7071      | Hubert Laws                                                         | The San Francisco Concert                          |
| CTI 7073      | Art Farmer                                                          | Crawl Space                                        |
| CTI 7074      | Bob James                                                           | BJ4                                                |
| CTI 7075      | Jeremy Steig                                                        | Firefly                                            |
| CTI 7076      | Blandade artister                                                   | CTI Summer Jazz at the Hollywood Bowl – Live One   |
| CTI 7077      | Blandade artister                                                   | CTI Summer Jazz at the Hollywood Bowl – Live Two   |
| CTI 7078      | Blandade artister                                                   | CTI Summer Jazz at the Hollywood Bowl – Live Three |
| CTI 7079      | Urbie Green with Grover Washington Jr. and David Matthews' Big Band | Señor Blues                                        |
| CTI 7080      | Art Farmer with Yusef Lateef and David Matthews' Big Band           | Something You Got                                  |
| CTI 7081      | Deodato                                                             | 2001 (återutgåva av CTI 6021)                      |
| CTI 7082      | Yusef Lateef                                                        | Autophysiopsychic                                  |
| CTI 7083      | Art Farmer / Jim Hall                                               | Big Blues                                          |
| CTI 7084      | Nina Simone                                                         | Baltimore                                          |
| CTI 7085      | George Benson                                                       | Space                                              |
| CTI 7086      | Patti Austin                                                        | Live at the Bottom Line                            |
| CTI 7087      | Art Farmer with Joe Henderson                                       | Yama (Japansk utgåva)                              |
| CTI 7088      | Yusef Lateef                                                        | In a Temple Garden                                 |
| CTI 7089      | Art Farmer                                                          | Live in Tokyo                                      |

### 8000-serien
8000-serien lanserades i slutet av 1970-talet med syfte att återutge tidigare CTI- och Kudu-album. Några av albumen fick nya titlar och omslagen på de flesta skivorna byttes ut. Dessutom så fick återutgåvorna i 8000-serien enkla omslag där de i original haft ett s.k. gatefoldomslag.
| Katalognummer | Artist             | Titel                                                                    |
| ------------- | ------------------ | ------------------------------------------------------------------------ |
| CTI 8000      | Airto              | Free (senare återutgiven som Return to Forever) (Återutgåva av CTI 6020) |
| CTI 8001      | Ron Carter         | Blues Farm (Återutgåva av CTI 6027)                                      |
| CTI 8002      | Joe Beck           | Beck & Sanborn (Återutgåva av KU-21 som Beck)                            |
| CTI 8003      | Joe Farrell        | Moon Germs (Återutgåva av CTI 6023)                                      |
| CTI 8004      | Milt Jackson       | Sunflower (Återutgåva av CTI 6024)                                       |
| CTI 8005      | Joe Farrell        | Outback (Återutgåva av CTI 6014)                                         |
| CTI 8006      | Stanley Turrentine | Sugar (Återutgåva av of CTI 6005)                                        |
| CTI 8007      | George Benson      | Beyond the Blue Horizon (Återutgåva av CTI 6009)                         |
| CTI 8008      | Stanley Turrentine | Salt Song (Återutgåva av CTI 6010)                                       |
| CTI 8009      | George Benson      | White Rabbit (Återutgåva av CTI 6015)                                    |
| CTI 8010      | Stanley Turrentine | Cherry (Återutgåva av CTI 6017)                                          |
| CTI 8011      | Stanley Turrentine | Don't Mess With Mister T. (Återutgåva av CTI 6030)                       |
| CTI 8012      | Jim Hall           | Concierto (Återutgåva av CTI 6060S1)                                     |
| CTI 8013      | Airto              | Virgin Land (Återutgåva av SAL 701)                                      |
| CTI 8014      | George Benson      | Take Five (Återutgåva av CTI 6045S1 as Bad Benson)                       |
| CTI 8015      | Hubert Laws        | The Chicago Theme (Återutgåva av CTI 6058S1)                             |
| CTI 8016      | Freddie Hubbard    | Red Clay (Återutgåva av CTI 6001)                                        |
| CTI 8017      | Freddie Hubbard    | First Light (Återutgåva av CTI 6013)                                     |
| CTI 8018      | Ej utgiven         | Ej utgiven                                                               |
| CTI 8019      | Hubert Laws        | Afro-Classic (Återutgåva av CTI 6006)                                    |
| CTI 8020      | Hubert Laws        | The Rite of Spring (Återutgåva av CTI 6012)                              |
| CTI 8021      | Deodato            | Prelude (Återutgåva av CTI 6021)                                         |
| CTI 8022      | Freddie Hubbard    | Straight Life (Återutgåva av CTI 6007)                                   |
| CTI 8023      | Ej utgiven         | Ej utgiven                                                               |
| CTI 8024      | Ej utgiven         | Ej utgiven                                                               |
| CTI 8025      | Deodato            | Deodato 2 (Återutgåva av CTI 6029)                                       |
| CTI 8026      | Ej utgiven         | Ej utgiven                                                               |
| CTI 8027      | Ej utgiven         | Ej utgiven                                                               |
| CTI 8028      | Deodato/Airto      | In Concert (Återutgåva av CTI 6041)                                      |
| CTI 8029      | Hubert Laws        | Morning Star (Återutgåva av CTI 6022)                                    |
| CTI 8030      | George Benson      | Cast Your Fate to the Wind (Återutgåva av CTI 6062 som Good King Bad)    |
| CTI 8031      | George Benson      | Summertime (Återutgåva av CTI 6072S1 som In Concert-Carnegie Hall)       |

### 9000-serien
9000-serien lanserades 1980 distribuerades av CBS Records men skivetiketterna bibehåller sitt självständiga utseende (dock inte Patti Austins Body Language som fick CBS-etiketter och katalognummer). I början hade utgåvorna i serien de klassiska orangea skivetiktterna (6000-serien) men 1981 byttes de ut mot en vit etikett med en ny variant av CTI-logotypen. George Bensons Pacific Fire från 1983 hade dock en silverfärgad skivetikett.
| Katalognummer | Artist                            | Titel                                                       |
| ------------- | --------------------------------- | ----------------------------------------------------------- |
| CTI 9000      | Art Farmer with Joe Henderson     | Yama (Amerikansk utgåva ac CTI 7087)                        |
| JZ 36503      | Patti Austin                      | Body Language (Ursprungligen tänkt som CTI 9001)            |
| CTI 9002      | Ray Barretto                      | La Cuna                                                     |
| CTI 9003      | Fuse One                          | Fuse One                                                    |
| CTI 9004      | Nina Simone                       | Baltimore (Planerad återutgåva av CTI 7084, dock ej släppt) |
| CTI 9006      | Fuse One                          | Silk                                                        |
| CTI 9007      | Chet Baker, Jim Hall, Hubert Laws | Studio Trieste                                              |
| CTI 9008      | Roland Hanna                      | Gershwin Carmichael Cats                                    |
| CTI 9009      | Patti Austin                      | In My Life                                                  |
| CTI 9010      | George Benson                     | Pacific Fire                                                |

### Kudu
Kudu lanserades i juni 1971 och fokuserade på utgåvor i soul jazz-genren. 39 album kom ut under perioden 1971–1979. Kudu var CTI:s systerlabel.
| Katalognummer | Artist                              | Title                             |
| ------------- | ----------------------------------- | --------------------------------- |
| KU-01         | Johnny Hammond                      | Breakout                          |
| KU-02         | Lonnie Smith                        | Mama Wailer                       |
| KU-03         | Grover Washington Jr.               | Inner City Blues                  |
| KU-04         | Johnny Hammond                      | Wild Horses Rock Steady           |
| KU-05         | Esther Phillips                     | From a Whisper to a Scream        |
| KU-06         | Hank Crawford                       | Help Me Make it Through the Night |
| KU-07         | Grover Washington Jr.               | All the King's Horses             |
| KU-08         | Hank Crawford                       | We Got a Good Thing Going         |
| KU-09         | Esther Phillips                     | Alone Again, Naturally            |
| KU-10         | Johnny Hammond                      | The Prophet                       |
| KU-11         | Eric Gale                           | Forecast                          |
| KU-12         | Grover Washington Jr.               | Soul Box Vol. 1                   |
| KU-13         | Grover Washington Jr.               | Soul Box Vol. 2                   |
| KU-14         | Esther Phillips                     | Black-Eyed Blues                  |
| KU-15         | Hank Crawford                       | Wildflower                        |
| KU-16         | Johnny Hammond                      | Higher Ground                     |
| KU-17         | Idris Muhammad                      | Power of Soul                     |
| KU-18         | Esther Phillips                     | Performance                       |
| KU-19         | Hank Crawford                       | Don't You Worry 'Bout a Thing     |
| KU-20         | Grover Washington Jr.               | Mister Magic                      |
| KU-21         | Joe Beck                            | Beck                              |
| KU-22         | Phil Upchurch och Tennyson Stephens | Upchurch/Tennyson                 |
| KU-23         | Esther Philips with Joe Beck        | What a Diff'rence a Day Makes     |
| KU-24         | Grover Washington Jr.               | Feels So Good                     |
| KU-25         | Ron Carter                          | Anything Goes                     |
| KU-26         | Hank Crawford                       | I Hear a Symphony                 |
| KU-27         | Idris Muhammad                      | House of the Rising Sun           |
| KU-28         | Esther Philips with Joe Beck        | For All We Know                   |
| KU-29         | Grant Green                         | The Main Attraction               |
| KU-30         | David Matthews with Whirlwind       | Shoogie Wanna Boogie              |
| KU-31         | Esther Philips                      | Capricorn Princess                |
| KU-32S1       | Grover Washington Jr.               | A Secret Place                    |
| KU-33S1       | Hank Crawford                       | Hank Crawford's Back              |
| KU-34S1       | Idris Muhammad                      | Turn This Mutha Out               |
| KU-35S1       | Hank Crawford                       | Tico Rico                         |
| KU-3637M2     | Grover Washington Jr.               | Live at The Bijou                 |
| KU-38         | Idris Muhammad                      | Boogie to the Top                 |
| KU-39         | Hank Crawford                       | Cajun Sunrise                     |

### Salvation Records
Salvation Records var en dotterlabel till CTI som ursprungligen var tänkt att fokusera på gospelskivor, men efter att ha släppt ett album med B. C. & M. Choir och sen legat i träda i två år återuppväckte man labeln och gav ut ett mindre antal jazz- och R&B-skivor. Creed Taylor producerade skivan med B. C. & M. Choir medan de följande producerades av utomstående producenter.
| Katalognummer | Artist                    | Titel               |
| ------------- | ------------------------- | ------------------- |
| SAL 700       | B. C. & M. Choir          | Hello Sunshine      |
| SAL 701       | Airto                     | Virgin Land         |
| SAL 702       | Johnny Hammond            | Gambler's Life      |
| SAL 703       | The New York Jazz Quartet | In Concert in Japan |
| SAL 704S1     | Gábor Szabó               | Macho               |

### Three Brothers Records
Three Brothers Records var en kortlivad dotterlabel namngiven efter Creed Taylors söner (Creed, Jr., John och Blake). Även om det kom ut några singlar på labeln så han det bara ge ut ett album, av Lou Christie.
| Katalognummer | Artist       | Titel        |
| ------------- | ------------ | ------------ |
| THB 2000      | Lou Christie | Lou Christie |